# Eunemorilla longicornis
Eunemorilla longicornis là một loài ruồi trong họ Tachinidae.